# Alain Bondue
Alain Bondue (n. 8 aprilie 1959, Roubaix, Nord-Pas-de-Calais, Franța) este un ciclist francez, medaliat olimpic. A participat la o ediție a Jocurilor Olimpice (1980) în care a câștigat o medalie de argint.

## Participări
Lista de mai jos prezintă principalele competiții la care a participat Alain Bondue de-a lungul carierei.
- Velosport na letnih Olimpiiskih igrah 1980 - individualnaia gonka presledovania (mujcinî)[*]